# Herrarnas normalbacke vid världsmästerskapen i nordisk skidsport 2011
Herrarnas tävling i normal backe (K95) i VM i backhoppning 2011 avgjordes den 26 februari 2011 i Holmenkollen utanför Oslo i Norge. Guldmedaljör blev Thomas Morgenstern, Österrike.

## Tidigare världsmästare
| År   | Ort           | Mästare         |
| ---- | ------------- | --------------- |
| 2001 | Lahtis        | Adam Małysz     |
| 2003 | Val di Fiemme | Adam Małysz     |
| 2005 | Oberstdorf    | Rok Benkovič    |
| 2007 | Sapporo       | Adam Małysz     |
| 2009 | Liberec       | Wolfgang Loitzl |

## Resultat
| Placering | Startnummer | Namn                  | Land      | Längd hopp 1 | Längd hopp 2 | Totalpoäng |
| --------- | ----------- | --------------------- | --------- | ------------ | ------------ | ---------- |
| 1         | 50          | Thomas Morgenstern    | Österrike | 101.5        | 107.0        | 269.2      |
| 2         | 47          | Andreas Kofler        | Österrike | 99.5         | 105.0        | 260.1      |
| 3         | 48          | Adam Malysz           | Polen     | 97.5         | 102.0        | 252.2      |
| 4         | 49          | Simon Ammann          | Schweiz   | 97.5         | 101.5        | 247.6      |
| 5         | 46          | Tom Hilde             | Norge     | 94.0         | 101.5        | 244.8      |
| 6         | 41          | Kamil Stoch           | Polen     | 94.0         | 101.0        | 240.5      |
| 7         | 43          | Severin Freund        | Tyskland  | 95.5         | 100.0        | 239.2      |
| 8         | 42          | Gregor Schlierenzauer | Österrike | 93.5         | 98.0         | 235.2      |
| 9         | 34          | Anders Bardal         | Norge     | 97.0         | 98.5         | 232.6      |
| 10        | 23          | Anssi Koivuranta      | Finland   | 98.5         | 94.0         | 231.9      |
| 11        | 35          | Michael Uhrmann       | Tyskland  | 93.5         | 99.5         | 231.2      |
| 12        | 19          | Sebastian Colloredo   | Italien   | 96.0         | 97.0         | 230.4      |
| 13        | 38          | Daiki Ito             | Japan     | 92.5         | 98.0         | 229.9      |
| 14        | 27          | Martin Schmitt        | Tyskland  | 93.5         | 97.5         | 229.4      |
| 15        | 36          | Anders Jacobsen       | Norge     | 92.5         | 99.0         | 229.0      |
| 16        | 24          | Denis Kornilov        | Ryssland  | 96.0         | 98.0         | 228.8      |
| 17        | 30          | Peter Prevc           | Slovenien | 94.0         | 95.0         | 224.6      |
| 18        | 21          | Olli Muotka           | Finland   | 97.5         | 94.5         | 224.1      |
| 19        | 14          | Piotr Zyla            | Polen     | 93.5         | 96.0         | 224.0      |
| 20        | 22          | Janne Ahonen          | Finland   | 96.0         | 94.0         | 223.0      |
| 21        | 45          | Martin Koch           | Österrike | 90.0         | 97.5         | 222.4      |
| 21        | 25          | Jakub Janda           | Tjeckien  | 91.0         | 96.5         | 222.4      |
| 23        | 33          | Pavel Karelin         | Ryssland  | 95.0         | 92.0         | 218.1      |
| 24        | 20          | Taku Takeuchi         | Japan     | 93.0         | 95.5         | 217.9      |
| 25        | 17          | Andrea Morassi        | Italien   | 91.5         | 95.0         | 215.9      |
| 26        | 31          | Noriaki Kasai         | Japan     | 93.5         | 92.5         | 215.7      |
| 27        | 18          | Borek Sedlak          | Tjeckien  | 93.0         | 93.0         | 215.0      |
| 28        | 28          | Emmanuel Chedal       | Frankrike | 94.0         | 94.0         | 214.7      |
| 29        | 10          | Andreas Kuettel       | Schweiz   | 91.5         | 93.5         | 211.4      |
| 30        | 4           | Nikolaj Karpenko      | Kazakstan | 94.0         | 86.0         | 194.6      |